# Гаральд Ірмшер
Гаральд Ірмшер (нім. Harald Irmscher, нар. 12 лютого 1946, Ельсніц) — східнонімецький футболіст, що грав на позиції півзахисника. По завершенні ігрової кар'єри — тренер.
Виступав, зокрема, за клуби «Мотор» (Цвікау) та «Карл Цейс», а також національну збірну НДР.

## Клубна кар'єра
У дорослому футболі дебютував 1964 року виступами за команду «Мотор» (Цвікау), в якій провів чотири сезони, взявши участь у 102 матчах чемпіонату. Більшість часу, проведеного у складі «Мотора», був основним гравцем команди і 1967 року виграв з командою Кубок НДР, здолавши з рахунком 3:0 у фіналі «Ганзу» (Росток).

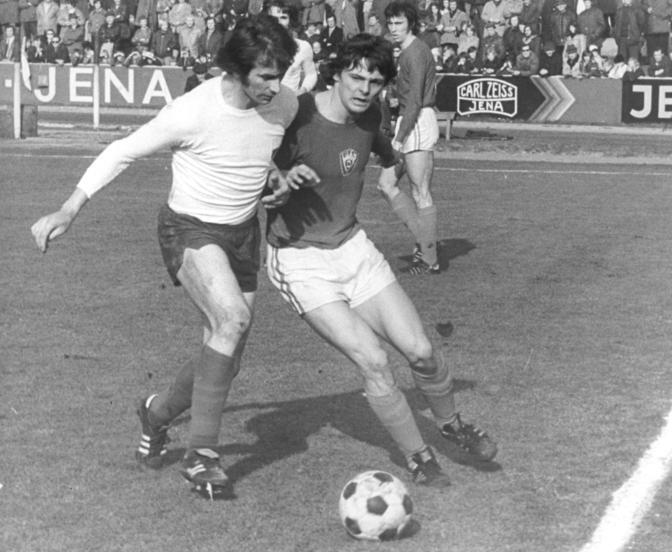
Ірмшер (ліворуч) у матчі чемпіонату НДР проти Луца Айгендорфа з «Динамо» (Берлін). 1975 рік.

1968 року Ірмшер перейшов до «Карл Цейса» і відіграв за клуб з Єни наступні вісім сезонів своєї ігрової кар'єри. Граючи у складі «Карла Цейса» також здебільшого виходив на поле в основному складі команди. У 1970 році він привів «Карл Цейс» до чемпіонського титулу, а в 1971 році — до другого місця. У 1973—1975 роках він тричі поспіль ставав віце-чемпіоном НДР, а в 1972 і 1974 роках також виграв Кубок НДР. До кінця сезону 1975/76 років він зіграв у 202 матчах чемпіонату за клуб, в яких забив 36 голів.
Завершив ігрову кар'єру у команді «Вісмут» (Ґера), за яку виступав протягом 1976—1978 років. Загалом у Оберлізі НДР Гаральд провів 330 матчів і забив 51 гол

## Виступи за збірну
4 вересня 1966 року дебютував в офіційних матчах у складі національної збірної НДР в товариському поєдинку проти Єгипту (6:0), в якому відзначився дебютним голом.
Влітку 1972 року Ірмшер у складі олімпійської збірної НДР поїхав у Мюнхен на XX літні Олімпійські ігри, де зіграв у чотирьох матчах своєї команди, яка стала бронзовим призером.
У складі національної збірної був учасником чемпіонату світу 1974 року у ФРН, зігравши у чотирьох іграх своєї команди — проти Австралії (2:0), Чилі (1:1), ФРН (1:0) у першому груповому етапі та з Бразилією (0:1) у другому.
Свій останній матч у збірній він провів 30 жовтня 1974 року проти Шотландії (0:3). Загалом протягом кар'єри у національній команді, яка тривала 9 років, провів у її формі 36 матчів, забивши 3 голи.

## Кар'єра тренера
Після завершення ігрової кар'єри Ірмшер став тренером, працював з молодіжними командами «Карл Цейса», а з 1983 року він був помічником тренера збірної НДР Бернда Штанге. У 1988 році тренерський штаб був звільнений після поразки 1:3 від Туреччини.
Після цього Ірмшер як головний тренер очолював команди «Заксенрінг» (Цвікау) та «Вікторія» (Франкфурт-на-Одері), а також входив до тренерського штабу клубу «Хемніцер».
З 2005 року знову став працювати разом із Штанге, працюючи у його тренерському штабі спочатку у кіпрському «Аполлоні», а потім і в збірній Білорусі, де Гаральд Ірмшер був одним з тренерів з 2007 по 2011 рік.

## Титули і досягнення

### Командні
Збірна НДР
- Бронзовий олімпійський призер: 1972

«Мотор» (Цвікау)
- Володар Кубка НДР (1): 1967

«Карл Цейс»
- Чемпіон НДР (1): 1970
- Володар Кубка НДР (2): 1972, 1974